# Johnny Bach
John William "Johnny" Bach (Brooklyn, Nova York, 10 de juliol de 1924-Chicago, Illinois, 18 de gener de 2016) va ser un jugador i entrenador de bàsquet nord-americà que va disputar una temporada en l'NBA, a més de jugar en l'ABL. Com a entrenador, va dirigir durant 29 temporades d'equips de la Divisió I de Bàsquet Masculí de la NCAA, i 4 més als Golden State Warriors de l'NBA Amb 1,88 metres d'alçada, ho feia en la posició d'Escorta.

## Trajectòria esportiva

### Universitat
Va jugar amb els Rams de la Universitat de Fordham. La seva carrera es va veure interrompuda per la Segona Guerra Mundial, tornant quan va finalitzar.

### Professional
Va ser triat en la segona ronda del Draft de la BAA de 1948 pel Boston Celtics, on va jugar 34 partits en els quals va obtenir una mitjana de 3,5 punts i 0,7 assistències. Va jugar una temporada més amb els Hartford Hurricanes de l'ABL abans de retirar-se i tornar a la seva universitat, per fer-se càrrec com a entrenador de l'equip masculí.

#### Estadístiques en l'NBA

##### Temporada regular
| Temporada | Edat | Equip          | Lliga | P  | TIT | MIN | TC  | TCA | %TC  | 3P | 3PA | %3P | TL  | TLA | %TL  | R.of. | R.DEF. | REB | ASIS | ROB | TAP | PER | FP  | PTS |
| 1948-49   | 24   | Boston Celtics | BAA   | 34 |     |     | 1.0 | 3.5 | .286 |    |     |     | 1.5 | 2.2 | .680 |       |        |     | 0.7  |     |     |     | 0.7 | 3.5 |
| Total     |      |                | BAA   | 34 |     |     | 1.0 | 3.5 | .286 |    |     |     | 1.5 | 2.2 | .680 |       |        |     | 0.7  |     |     |     | 0.7 | 3.5 |

### Entrenador
Es va fer càrrec dels Fordham Rams el 1950, convertint-se en un dels entrenadors més joves de la història de la NCAA. Allí romandria 19 temporades, aconseguint 277 victòries i 205 derrotes, arribant en dues ocasions al Torneig de la NCAA i en altres cinc a disputar el NIT.
El 1968 va fitxar com a entrenador dels Penn St. Nittany Lions de la Universitat Estatal de Pennsilvània, on romandria 10 temporades, aconseguint 122 victòries i 121 derrotes. Va donar el salt a l'NBA en 1979, fitxant com a assistent en els Golden State Warriors, actuant com a entrenador principal interí en la temporada 1979-80, substituint a Al Attles. Després de tornar al seu lloc d'assistent a l'any següent, en 1983 es fa càrrec aquesta vegada de forma oficial del lloc d'entrenador principal dels Warriors, dirigint a l'equip durant 3 temporades.
En 1986 és contractat com a assistent de Doug Collins en els Chicago Bulls, passant posteriorment a ser-ho de Phil Jackson, amb el qual va aconseguir el primer three-peat, tres títols consecutius. En 1994 fitxa com a assistent per Charlotte Hornets, ja que exerciria també en Detroit Pistons, Washington Wizards i de nou en els Bulls, fins a la seva retirada el 2006 amb 82 anys.